# Danuta Gerke
Siostra Danuta, właśc. Wanda Gerke (ur. 10 kwietnia 1909 w Słupcy, zm. 17 marca 1997 w Dzięgielowie) – siostra diakonisa, w latach 1945–1981 przełożona żeńskiego Diakonatu Kościoła Ewangelicko-Augsburskiego Eben-Ezer w Dzięgielowie koło Cieszyna.

## Życiorys
Do Diakonatu wstąpiła w 1931. W latach 1931–1933 była pielęgniarką w Szpitalu Śląskim w Cieszynie. Po II wojnie światowej została przełożoną jedynego w Polsce diakonatu ewangelickiego Eben-Ezer, założonego przez Karola Kulisza. Diakonat został rozwiązany przez niemieckie władze okupacyjne, dlatego Danuta Gerke musiała go na nowo zorganizować.
Pogrzeb jej odbył się dnia 23 marca 1997.
Następczynią Danuty Gerke w urzędzie przełożonej została siostra Lidia Gotschalk.